# Claytonia perfoliata
Claytonia perfoliata (лат.) — вид травянистых растений рода Клейтония (Claytonia) семейства Монтиевые (Montiaceae). Естественный ареал — западная часть Северной Америки, в Центральной и Западной Европе является неофитом. Культивируется в Центральной Европе.

## Ботаническое описание
Мясистое однолетнее травянистое растение высотой от 10 до 30 см. Образует базальную розетку листьев. Первые базальные листья ромбически-яйцевидные, длинночерешковые и мясистые. Более поздние листья попарно срастаются под соцветием, образуя прицветники, которые выглядят так, будто один круглый лист пронзает стебель. Диаметр этих прицветников достигает 30 мм. Над этими листьями с февраля по май или июнь появляются цветки группами по 5-40 штук. Относительно мелкие цветки гермафродиты. Лепестки белого или розового цвета длиной от 2 до 4 мм. Терофит.
Число хромосом 2n = 36. По другим данным 2n = 12, 24 или 60; у Claytonia perfoliata subsp. intermontana 2n = 24, 36 или 48.
Вид служит местом обитания гусениц бабочек видов Annaphila abdita, Annaphila arvalis, Annaphila diva и Hyles lineata. Растение невозможно спутать с другими видами из-за необычной формы листьев.

## Распространение и среда обитания
Произрастает в горных и прибрежных районах западной части Северной Америки, от южной Аляски и центральной Британской Колумбии до Центральной Америки. Наиболее распространена в Калифорнии в долине Сакраменто и на севере долины Сан-Хоакин. Также широко распространена в Центральной и Западной Европе, а в Южном полушарии вид натурализовался в Австралии, Новой Зеландии и в южной Аргентине. В Европе вид является неофитом в Португалии, Испании, Франции, Корсике, Италии, Великобритании, Ирландии, Бельгии, Люксембурге, Нидерландах, Германии, Чехии, Дании и Швеции.
В Центральной Европе встречается в основном на северо-западных низменностях. Процветает на полях и недолговечных сорных лугах и появляется после первых сильных весенних дождей.
По мнению Элленберга, claytonia perfoliata — полутеневое растение, проявляет умеренную теплолюбивость и предпочитает богатую азотом почву, не переносит ни соли, ни тяжелых металлов. Процветает в Центральной Европе на богатых питательными веществами, предпочтительно песчаных почвах в сообществах ассоциации Alliarion.

## Таксономия
Впервые Claytonia perfoliata была научно описана Карлом Людвигом Вильденовым в Species Plantarum (1798). Однако Виллденов приписал это название Джеймсу Донну. Синонимом Claytonia perfoliata Donn ex Willd. является Montia perfoliata (Donn ex Willd.) Howell.
Существует три географически определенных подвида Claytonia perfoliata, которые отделились друг от друга в Северной Америке:
- Claytonia perfoliata Donn ex Willd. subsp. perfoliata: Известны дополнительные разновидности этого подвида.
- Claytonia perfoliata subsp. intermontana John M. Miller & K. L. Chambers: встречается в Британской Колумбии, Орегоне, Вашингтоне, Колорадо, Айдахо, Монтане, Неваде, Юте, Вайоминге, Аризоне и Калифорнии.
- Claytonia perfoliata subsp. mexicana (Rydberg) John M. Miller & K. L. Chambers: встречается в Аризоне, Калифорнии, Нью-Мексико, Мексике и Гватемале[7].

## Ингредиенты
Листья содержат витамин С, магний, кальций и железо, но мало нежелательных нитратов, которые часто являются проблемой для других салатных растений. Во всех частях растения обнаружены высокие концентрации щавелевой кислоты и оксалата, поэтому употреблять сырое растение в больших количествах не рекомендуется.

## Этноботаника
Бабочку обыкновенную употребляли в пищу не только калифорнийские шахтеры во времена золотой лихорадки. Существуют также свидетельства его использования в качестве пищевого и лекарственного растения коренными жителями Америки. Шошоны использовали это растение в припарках для лечения ревматических болей. Нлака’памукс использовали его от боли в глазах, а махуна пили сок от потери аппетита. Есть свидетельства использования этого растения в пищу несколькими другими коренными американскими племенами.